# Stephan Schmolck
Stephan Schmolck (* 2. Februar 1951 in Frankfurt am Main) ist ein deutscher Jazzbassist und -komponist.
Schmolck studierte an der Musikhochschule Frankfurt zunächst Geige, ab 1979 auch Kontrabass. Seit den 1980er Jahren arbeitete er mit Christof Lauer, Bob Degen, John Schröder und Janusz Stefański. Daneben spielte er in Jürgen Wuchners „String Project“. 1987 war er einer der Gründer der „Frankfurt Jazz Big Band“, spielte aber auch mit Hugo Read und dem hr-Jazzensemble, für dessen Studiotätigkeit er auch anspruchsvolle Kompositionen zur Verfügung stellte. Ende der 1980er Jahre trat er auch auf Festivals mit Bob Mover, Allen Blairman und Art Farmer auf. Während der 1990er Jahre gehörte er zur Combo von Heinz Sauer und ist auch auf dessen mit dem Preis der Phonoakademie ausgezeichneten Album „Exchange II“ zu hören. Weiterhin war er mit Christopher Dell und Sauer international auf Tournee. Er hat sich intensiv mit der Verbindung von  Electronic und akustischen Instrumenten beschäftigt (CD electric bundle mit Hugo Read, Eric Schaefer und John Schröder, live auch mit Michael Wollny). Mit Read und Bob Degen spielt er im Trio back and forth (CD 2007), mit Read und Wolf Mayer in der Gruppe Dialects. Er ist auch mit „Jos Rinck und die Tonkünstler“ und mit der Gruppe „Schlag auf Schlag“ aufgetreten
Schmolck unterrichtet an der Musikschule Frankfurt.

## Ehrungen und Auszeichnungen
- 2010: Hessischer Jazzpreis

## Lexigraphischer Eintrag
- Martin Kunzler: Jazz-Lexikon. Band 2: M–Z (= rororo-Sachbuch. Bd. 16513). 2. Auflage. Rowohlt, Reinbek bei Hamburg 2004, ISBN 3-499-16513-9.